# 마이하마 엠퍼시어터

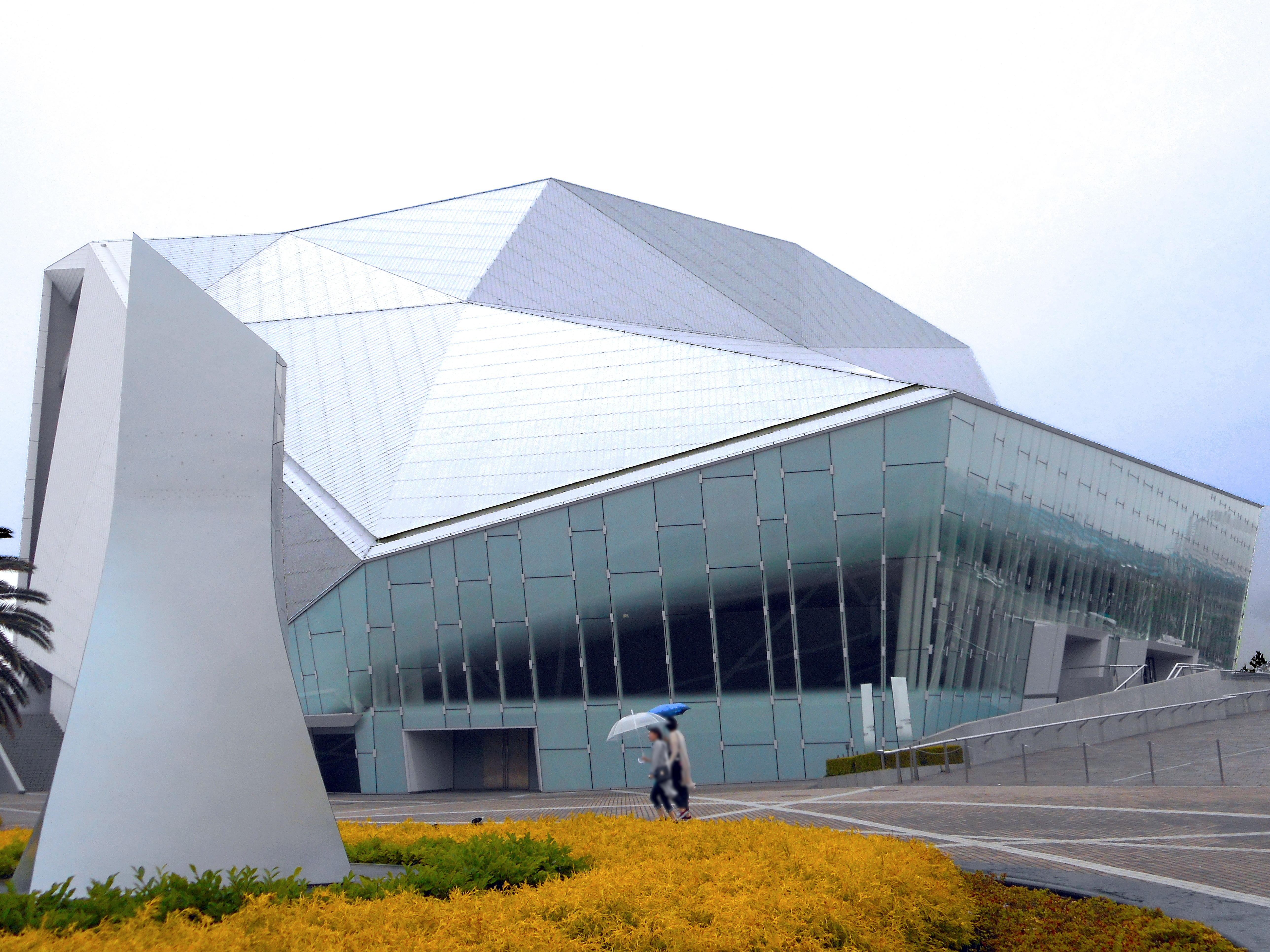

마이하마 엠퍼시어터(일본어: 舞浜アンフィシアター, 영어: MAIHAMA Amphitheater)는 지바현 우라야스시 마이하마에 있는 도쿄 디즈니 리조트에 위치한 다목적 홀이다.
2008년 10월 1일에 개장해 2011년 12월 31일까지 운영됐던 실크 드 솔레이유 시어터 도쿄를 리뉴얼해 2012년 9월 1일 오픈했다.

## 정보
이전 극장인 실크 드 솔레이유 시어터 도쿄는 북미 외의 지역에서 처음으로 단독 상연했던 태양의 서커스 전용의 상설 극장으로 지어졌다. 오리엔탈 랜드(OLC)가 소유하였으며, 도쿄 디즈니 리조트의 정식 구성 시설이다. 디즈니 앰버서더 호텔에 인접해 있으며, 2008년 5월에 완공되었다.

## 실크 드 솔레이유 시어터 도쿄
이 공연장이 실크 드 솔레이유 시어터 도쿄라고 불렸을 때에는, 공연장의 벽면에 거대한 태양의 서커스 로고 마크가 그려져있었고, 디즈니 리조트 라인과 JR 게이요 선 안에서 볼 수 있었다.
2011년 7월 극장 소유자인 오리엔탈 랜드는 동일본 대지진 이후 관람자 수 감소가 지속되자, 적자를 벗어나기 위해 당시 공연되었던 ZED의 공연을 2011년 12월 31일자로 종료하겠다고 선언했다. 또 일본 경제신문의 보도에 따르면, ZED 초연 이후 극장은 적자가 이어져오고 있었다고 밝혔다. 이어 ZED의 마지막 공연에 맞춰 태양의 서커스와의 계약을 중도 해지함으로써, 태양의 서커스 상설 극장은 사라지게 되었다.

## 마이하마 엠퍼시어터
ZED 공연 종료 후, 2012년 3월 14일 마이하마 엠퍼시어터로 시설 이름을 변경하며, 다목적 홀로 다시 개장할 것이라고 발표하였으며, 같은 해 9월 1일 문을 열었다. 벽에 그려져 있던 태양의 서커스 그림은 지워졌다.

## 연혁
- 2005년 4월 13일
  - 실크 드 솔레이유, 오리엔탈 랜드, 디즈니 3자간 도쿄 디즈니 리조트 안에 태양의 서커스 전용 극장을 건설하기로 합의하고, 업무 제휴 계약을 체결했다.
- 2006년 4월 18일
  - 극장의 건설 예정지에서 안전을 기원하는 행사를 가지고, 공사를 착수했다.
- 2007년 10월 1일
  - 극장의 정식 명칭과 개업일이 발표되었다.
- 2008년
  - 6월 3일
    - 극장이 완성되었으며, 레지던트 쇼로 ZED가 공연됨을 발표했다. 이 쇼의 공식 스폰서는 패밀리 마트였다.

  - 8월 15일
    - ZED의 시험 공연이 시작되었다.

  - 10월 1일
    - 극장이 개장했고, 첫 공연을 개최했다.

  - 10월 2일
    - ZED의 첫 공연이 시작되었다.
- 2011년 12월 31일
  - ZED 공연이 완전히 종료되었으며, 실크 드 솔레이유 시어터 도쿄는 폐쇄되었다.
- 2012년
  - 3월 14일
    - 오리엔탈 랜드가 마이하마 엠퍼시어터로 시설 명칭을 변경함을 알리고, 다목적 홀로서 재개장할 것이라고 밝혔다.

  - 9월 1일
    - 마이하마 엠퍼시어터로 재개장 되었다.

## 교통편
- 도쿄 베이 시티 버스 2, 4, 6, 8, 14, 20, 21, 23계통을 타고 오리엔탈 랜드 본사앞에 하차 후 도보로 3분,[3] 또는 운동공원 앞에서 하차 후 도보로 5분
- 도쿄 베이 시티 버스 12계통을 타고 운동공원 앞에서 하차 후 도보로 5분
- 우라야스 시 커뮤니티 버스인 산보 버스 마이하마선 운동공원 하차 후 도보로 5분
- 디즈니 리조트 라인 리조트 게이트웨이 스테이션 하차 후 도보로 8분
- JR 동일본 게이요 선 마이하마역 하차 후 도보로 10분

## 같이 보기
- 도쿄 디즈니 리조트
- 태양의 서커스
- 월트 디즈니 컴퍼니
- 오리엔탈 랜드